# Гамзатов, Шамиль Раджабович
Шамиль Раджабович Гамзатов (9 августа 1990, Кизляр, Дагестанская АССР, СССР) — российский и турецкий боец смешанных единоборств. Действующий боец «Ultimate Fighting Championship (UFC)». Представляет клуб Крепость Fight Club (Москва) и Горец (Дагестан).

## Биография и любительская карьера
Шамиль Гамзатов родился 9 августа 1990 года в городе Кизляр в мусульманской семье аварского происхождения. В 8 лет отец отвёл его в секцию вольной борьбе, где он провёл в ней до 14 лет, затем получил серьёзную травму колена, что заставило его завязать с вольной борьбой. В 15 лет начал тренироваться под руководством Залимхана Татаева. Выиграл Чемпионат Европы и Мира по-любительскому ММА. Три раза выиграл международные турниры по джиу-джитсу в Абу-Даби. Выполнил норматив мастера спорта по-боевому самбо. Финалист Северо-Кавказского федерального округа по-боевому самбо. Чемпион России и мира по грепплингу в разделе World Grappling Association (WGA) −92 кг. Чемпион Дагестана по кикбоксингу. Чемпион Москвы по-любительскому MMA (2016) в весовой категории до 93 кг.

## Карьера в смешанных единоборствах
Дебют в профессиональном MMA состоялся 30 июня 2012 года на турнире против Марата Айбазов на кубке Содружество (FoPoKC) в городе Теберда, Карачаево-Черкесия. Шамиль выиграл бой техническим нокаутом во втором раунде.
Второй свой бой Шамиль провел за рубежом в Дубай на турнире «Top Fight: Battle of the Gyms», где против него противостоял ливанской боец Асаад Раад, Шамиль без труда победил техническим нокаутом в первом раунде.
13 Июля 2012 года Шамиль выиграл Рустама Омараглы болевым на руку (рычаг локтя) в первом раунде на профессиональном турнире по ММА проходившим в Дербенте.
После годового отсутствие Шамиль принял бой в Одессе против местного бойца Ильи Гуненко, где в первом раунде Шамиль выиграл болевым приемом на руку.
В пятом профессиональном бою Шамиль противостоял Иван Федунов на турнире VFC в Пятигорске. Шамиль выиграл нокаутом в первом раунде.
Приняв следующий бой в Уфе, (Башкортостан) на турнире «Битва Чемпионов» против Андрея Мусанипова, Шамиль выиграл болевым приемом на руку во втором раунде.
В декабре 2013 года Шамиль встретился с опытным украинском бойцом Владимир Мищенко по прозвищу «белый лев» на турнире «Честь Война: кубом мэра» в Харькове. Шамиль выиграл удушающим приемом (гильотина) во втором раунде.
На турнире «Битва Звезд: Саранск vs. Пенза» в Саранске Шамиль встретился с бойцом из Узбекистана Шухробом Мурадовым. Восьмая победа далась Шамилью легко. Он выиграл в очередной раз техническим нокаутом в первом раунде.
5 октября 2014 года Шамиль принял участие на Грозненском турнире «N1 Pro: Nomad Pro MMA Cup 2014» против чемпиона мира по кикбоксингу и ветерана ProFC Юрия Горбенко. Бой прошёл в партере, где Шамиль вынудил сдаться украинского бойца удушающим приемом (треугольник) в первом раунде.

### World Series of Fighting
В начале 2015 года Шамиль вёл переговоры о подписание контракта с ведущим американским MMA промоушеном World Series of Fighting (WSOF).
В сентябре 2016 года подписал контракт с WSOF.
24 Января 2016 года Шамиль дебютировал в WSOF 27: Firmino vs. Fodor, где его соперник стал американец Тэдди Холдер, бой прошёл в стойке где в первом раунде правым хуком Шамиль отправил соперника в нокаут добив в партере.
30 Июля 2016 года должен был встретиться с Льюсом Тейлором на турнире WSOF 32 в Вашингтоне, США. 4 Июля Гамзатов получил травму и был вынужден сняться с боя.
В конце августа 2016 года Гамзатов вылетел на сборы в Стокгольм в команду «Allstars Training Center». Для подготовки к следующему бою намеченный на начало 2017 года.

### Absolute Championship Berkut
После несколько сорванных боев в WSOF Гамзатов подписал контракт с ACB.
Дебют в организации пришёлся на ACB 51, который состоялся 13 Января, 2017 в Ирвайне (Калифорния, США) против Родни Уоллеса. Шамиль выиграл бой раздельным решением судей.

### Professional Fighters League
Шамиль Гамзатов принял участие в гран-при в средней весовой категории (до 84 кг), первый бой он провел 5 июля, 2018 года против ямайца Эдди Гордона на турнире PFL 3, где он выиграл единогласным решением судей.
Во-втором бою на турнире PFL 6, который проходили в Атлантик-Сити, (Нью-Джерси, США) Шамиль выиграл Рекса Харриса единогласным решением судей и тем самым квалифицировался на гран-при PFL. Бой 1/4 финала Шамиль должен был пройти 20 октября. Но из-за большой весогонки и риском ущерба для здоровья был вынужден сняться с гран-при. Его заменил Эдди Гордон.

### Ultimate Fighting Championship
В июле 2019 года Шамиль подписал контракт с американской организацией Ultimate Fighting Championship (UFC) на 4 боя. Дебют Шамиля планируется 9 ноября 2019 года на турнире UFC Fight Night: Magomedsharipov vs. Kattar в Москве.
Дебют Шамиля состоялся 9 ноября, 2019 на турнире UFC Fight Night: Magomedsharipov vs. Kattar против бразильского бойца Клидсон Абреу, Шамиль выиграл бой раздельным решением судей.
Второй бой в UFC Шамиль должен был быть на турнире в Линкольне, США 25 апреля 2020 года на турнире UFC Fight Night 173 против Овинса Сен-Прю. Но из-за пандемии COVID-19 он не смог вылететь в США.
После поражение от Михаила Олексейчука на UFC 267 покинул UFC из-за проблем с получением визы в США.

## Список боев
| Результат | Рекорд | Соперник            | Способ                  | Турнир                                      | Дата            | Раунд | Время | Место                                  | Примечание                    |
| --------- | ------ | ------------------- | ----------------------- | ------------------------------------------- | --------------- | ----- | ----- | -------------------------------------- | ----------------------------- |
| Поражение | 15—4   | Иван Штырков        | Решение (единогласное)  | RCC 22                                      | 31 мая 2025     | 3     | 5:00  | Екатеринбург, Россия                   |                               |
| Победа    | 15—3   | Игорь Глазков       | Решение (раздельное)    | RCC: Intro 35                               | 22 февраля 2025 | 3     | 5:00  | Екатеринбург, Россия                   |                               |
| Поражение | 14—3   | Асылжан Бакытжанулы | Решение (единогласное)  | «Наше дело: Немков vs. Ибрагимов»           | 24 декабря 2024 | 3     | 5:00  | Санкт-Петербург, Россия                |                               |
| Поражение | 14—2   | Виктор Немков       | Решение (единогласное)  | «Наше дело: Немков vs. Гамзатов»            | 12 июня 2024    | 5     | 5:00  | Санкт-Петербург, Россия                |                               |
| Поражение | 14—1   | Михал Олексейчук    | TKO (удары)             | UFC 267                                     | 30 октября 2021 | 1     | 3:31  | Абу-Даби, ОАЭ                          |                               |
| Победа    | 14—0   | Клидсон Абреу       | Решение (разделенным)   | UFC Fight Night: Magomedsharipov vs. Kattar | 9 ноября 2019   | 3     | 5:00  | Москва, Россия                         | Возвращение в полутяжелый вес |
| Победа    | 13—0   | Рекс Харрис         | Решение (единогласным)  | PFL 6                                       | 16 августа 2018 | 3     | 5:00  | Атлантик-Сити, Нью-Джерси, США         |                               |
| Победа    | 12—0   | Эдди Гордон         | Решение (единогласным)  | PFL 3                                       | 5 июля 2018     | 3     | 5:00  | Вашингтон, США                         | Дебют в среднем весе          |
| Победа    | 11—0   | Родни Уоллес        | Решение (разделенным)   | ACB 51                                      | 13 января 2017  | 3     | 5:00  | Ирвайн, Калифорния, США                |                               |
| Победа    | 10—0   | Тэдди Холдер        | ТКО (удары)             | WSOF 27                                     | 24 января 2016  | 1     | 2:32  | Мемфис, Теннесси, США                  |                               |
| Победа    | 9—0    | Юрий Горбенко       | Удушающий (треугольник) | N1 Pro: Nomad Pro MMA Cup 2014              | 5 октября 2014  | 1     | 2:12  | Грозный, Чеченская Республика, Россия  |                               |
| Победа    | 8—0    | Сухроб Мурадов      | TKO (удары)             | Битва Звезд: Саранск vs. Пензы              | 5 сентября 2014 | 1     | 1:16  | Саранск, Мордовия, Россия              |                               |
| Победа    | 7—0    | Владимир Мищенко    | Удушающим (гильотина)   | Warriors Honor: Mayor’s Cup                 | 4 декабря 2013  | 2     | 2:07  | Харьков, Украина                       |                               |
| Победа    | 6—0    | Андрей Мусанипов    | Болевым (рычаг локтя)   | Battle of Champions 2                       | 25 августа 2013 | 2     | 1:44  | Уфа, Башкортостан, Россия              |                               |
| Победа    | 5—0    | Иван Федунов        | KO (удар)               | Versia Fighting Championship 1              | 17 августа 2013 | 1     | 3:52  | Пятигорск, Ставропольский край, Россия |                               |
| Победа    | 4—0    | Илья Гуненко        | Болевым (рычаг локтя)   | WCSA Combat League: Combat Ring 3           | 30 июня 2013    | 1     | 2:14  | Одесса, Украина                        |                               |
| Победа    | 3—0    | Рустам Омароглы     | Болевым (рычаг локтя)   | Derbent Fighting Championship               | 13 июля 2012    | 1     | 3:40  | Дербент, Дагестан, Россия              |                               |
| Победа    | 2—0    | Асаад Раад          | TKO (удары)             | Top Fight: Battle of the Gyms               | 25 февраля 2012 | 1     | 2:35  | Дубай, ОАЭ                             |                               |
| Победа    | 1—0    | Мурат Айбазов       | TKO (удары)             | FoPoKC: Cup of Friendship                   | 6 июня 2012     | 2     | 1:35  | Теберда, Карачаево-Черкесия, Россия    |                               |